# Paweł Wojciechowski (atleet)
Paweł Wojciechowski (Bydgoszcz, 6 juni 1989) is een Poolse polsstokhoogspringer. Hij werd wereldkampioen en meervoudig Pools kampioen in deze discipline. Ook nam hij tweemaal deel aan de Olympische Spelen, maar won hierbij geen medailles. Zijn prestaties als polksstokhoogspringer zijn des te opmerkelijker, omdat bij de Pool op jonge leeftijd afwijkingen aan zijn wervelkolom werden geconstateerd, die vallen onder de Ziekte van Scheuermann.

## Biografie

### Laatste junioren- en eerste seniorenjaren
Wojciechowski's eerste internationale optreden vond plaats in 2007 in het Nederlandse Hengelo, waar hij deelnam aan de Europese jeugdkampioenschappen (U20); hij overleefde er de kwalificatieronde niet. Een jaar later deed de Pool het een heel stuk beter, behaalde hij zijn eerste grote succes door een zilveren medaille te winnen op de wereldkampioenschappen voor junioren. Zijn 5,40 werd alleen overtroffen door de Duitser Raphael Holzdeppe, die met 5,50 de finale won.
In de twee jaren die volgden kwam hij tot weinig aansprekende prestaties. In 2009 lag de focus vooral op de training - zo trainde hij gedurende een maand in het Italiaanse Formia bij Vitaly Petrov, de trainer die Serhij Boebka en Jelena Isinbajeva groot maakte -, terwijl hij in 2010 te zeer werd gehinderd door blessures. 

### Wereldkampioen
In 2011 was Wojciechowski echter op zijn best. Hij begon het jaar met een vierde plaats bij de Europese indoorkampioenschappen. Later dat jaar won hij het polsstokhoogspringen op de Europese kampioenschappen U23. Bij de wereldkampioenschappen in Daegu pakte hij de wereldtitel. Met een beste poging van 5,90 bleef hij de Cubaan Lázaro Borges (zilver; 5,90) en de Fransman Renaud Lavillenie (brons; 5,85) voor. Zijn resultaat was tevens een beste wereldjaarprestatie op dat moment.
De Olympische Spelen van 2012 in Londen eindigden in een deceptie, omdat hij geen geldige poging wist te produceren.
Door een knieblessure viel het wedstrijdseizoen van 2013 in duigen en was Wojciechowski dus ook niet in staat om dat jaar op de WK in Moskou zijn in 2011 veroverde wereldtitel te verdedigen.   

### Zilver op EK en brons op WK
In 2014 kwam Wojciechowski weer in een goede flow door een zilveren medaille te winnen bij de Europese kampioenschappen in Zürich en een jaar later won hij een bronzen medaille bij het polsstokhoogspringen tijdens de WK in Peking.
Het olympisch jaar 2016 verliep echter teleurstellend voor Wojciechowski. Op een goed begin, waarbij hij voor het eerst sinds 2011 weer de Poolse indoortitel veroverde en hij zijn nationale outdoortitel wist te prolongeren, volgde een tegenvallend optreden bij de EK in Amsterdam, waar hij met 5,30 niet verder kwam dan een zevende plaats, die hij bovendien met drie andere deelnemers moest delen. Vervolgens slaagde hij er op de Olympische Spelen van 2016 in Rio de Janeiro, die het hoogtepunt van het jaar hadden moeten worden, andermaal niet in, net als vier jaar eerder in Londen, om een topprestatie te leveren; met 5,45 sneuvelde hij al in de kwalificatieronde.

### Brons op EK indoor
Heel wat beter verging het hem in 2017. Bij de Europese indoorkampioenschappen in Belgrado sprong Wojciechowski zelfs over de winnende hoogte van 5,85, alleen had hij om daar te komen wat meer pogingen nodig dan zijn landgenoot Piotr Lisek, die dan ook won. Ook de Griek Konstadinos Filippidis eindigde met minder foutsprongen nog voor hem, maar de bronzen medaille kon hem in elk geval niet ontgaan. Ook bij de WK in Londen, later dat jaar, deed Wojciechowski weer goed mee, al kon hij zich ditmaal met zijn 5,75 toch niet mengen in de strijd om de medailles. Daarvoor bleken Sam Kendricks (goud met 5,95), Piotr Lisek (zilver met 5,89) en Renaud Lavillenie (brons met 5,89) een maatje te groot. Overigens had de Pool in de aanloop naar de WK tijdens de Athletissima in Zürich zijn eigen nationale record van 5,91 naar 5,93 getild. Vanuit dat oogpunt bezien viel Londen dan toch weer enigszins tegen.
Wojciechowski is aangesloten bij Zawisza Bydgoszcz.

## Titels
- Wereldkampioen polsstokhoogspringen - 2011
- Europees kampioen U23 polsstokhoogspringen - 2011
- Pools kampioen polsstokhoogspringen - 2015, 2016
- Pools indoorkampioen polsstokhoogspringen - 2011, 2016

## Persoonlijke records
| Onderdeel                      | Prestatie      | Datum            | Plaats   |
| ------------------------------ | -------------- | ---------------- | -------- |
| polsstokhoogspringen (outdoor) | 5,93 m (NR)    | 6 juli 2017      | Lausanne |
| polsstokhoogspringen (indoor)  | 5,86 m (ex-NR) | 13 februari 2011 | Gent     |

## Palmares

### polsstokhoogspringen
Kampioenschappen
- 2007: 16e in kwal. EK U20 - 4,75 m
- 2008:  WK U20 - 5,40 m
- 2009:  Poolse indoorkamp. - 5,30 m
- 2010: 5e Poolse kamp. - 5,00 m
- 2011:  Poolse indoorkamp. - 5,70 m
- 2011: 4e EK indoor - 5,71 m
- 2011:  Poolse kamp. - 5,60 m
- 2011:  EK U23 - 5,70 m
- 2011:  Wereld Militaire Spelen - 5,81 m
- 2011:  WK - 5,90 m
- 2012: NM in kwal. OS
- 2014:  Poolse indoorkamp. - 5,62 m
- 2014: 12e WK indoor - 5,40 m
- 2014:  Poolse kamp. - 5,50 m
- 2014:  EK - 5,70 m
- 2014: 5e IAAF Continental Cup - 5,40 m
- 2015:  Poolse kamp. - 5,70 m
- 2015:  WK - 5,80 m
- 2015:  Wereld Militaire Spelen - 5,20 m
- 2016:  Poolse indoorkamp. - 5,72 m
- 2016:  Poolse kamp. - 5,40 m
- 2016: 7e EK - 5,30 m
- 2016: 6e in kwal. OS - 5,45 m
- 2017:  Poolse indoorkamp. - 5,30 m
- 2017:  EK indoor - 5,85 m
- 2017:  Poolse kamp. - 5,70 m
- 2017: 5e WK - 5,75 m

Diamond League-podiumplaatsen
- 2014:  Glasgow Grand Prix – 5,67 m
- 2015:  Athletissima - 5,84 m
- 2015:   Diamond League - 4 p
- 2016:  Prefontaine Classic - 5,71 m
- 2016:  Bislett Games - 5,65 m
- 2017:  Athletissima - 5,93 m (NR)
- 2017:  Meeting International Mohammed VI d'Athlétisme de Rabat - 5,85 m
- 2017:  Weltklasse Zürich - 5,80 m

1983 Serhij Boebka · 
1987 Serhij Boebka · 
1991 Serhij Boebka · 
1993 Serhij Boebka · 
1995 Serhij Boebka · 
1997 Serhij Boebka · 
1999 Maksim Tarasov · 
2001 Dmitri Markov · 
2003 Giuseppe Gibilisco · 
2005 Rens Blom ·
2007 Brad Walker ·
2009 Steven Hooker ·
2011 Paweł Wojciechowski ·
2013 Raphael Holzdeppe ·
2015 Shawnacy Barber ·
2017 Sam Kendricks ·
2019 Sam Kendricks ·
2022 Armand Duplantis ·
2023 Armand Duplantis